# Zdeněk Babka
Ing. Zdeněk Babka (7. února 1925 – 16. února 2008) byl český politik, bývalý starosta Vrbna pod Pradědem, senátor za obvod č. 64 – Bruntál a člen ČSSD.

## Vzdělání, profese a rodina
Před vstupem do senátu působil jako průvodce a tlumočník.

## Politická kariéra
Do roku 1998 zasedal v zastupitelstvu města Vrbno pod Pradědem.
Ve volbách 1996 se stal členem horní komory českého parlamentu, přestože jej v prvním kole porazil občanský demokrat Karel Janyška v poměru 28,09 % ku 26,83 % hlasů. Ve druhém kole ovšem Babka obdržel 62,93 % hlasů a byl zvolen. V senátu se angažoval ve Výboru pro zahraniční věci, obranu a bezpečnost. Ve volbách 1998 svůj mandát obhajoval, ovšem se ziskem 15,54 % hlasů skončil až na 4. místě.